# Търпо Георгиев
Търпо Георгиев Бузов, известен като Бузльо, Бузлю, Бузата и Четирски, е български и революционер, костурски войвода на Вътрешната македоно-одринска революционна организация.

## Биография
Георгиев е роден в 1883 година в костурското село Четирок, тогава в Османската империя, днес Месопотамия, Гърция. Самоук. Влиза във ВМОРО и участва в Илинденско-Преображенското въстание като центрови войвода.
След смъртта на Никола Добролитски, четата предлага на Кузо Димитров да поеме войводството, но то отказва, тъй като е планирал заминаването си за България и за войвода е избран Търпо Георгиев. Така Георгиев става самостоятелен войвода на чета с 5 четници в Костенарията, част от Костурския революционен район.
При избухването на Балканската война в 1912 година е доброволец в Костурската съединена чета на Македоно-одринското опълчение. В 1913 година е арестуван от новите гръцки власти заедно с Кузо Димитров.
Участва в Първата световна война. Умира от болест в болница в Гюмюрджина.
Георги Константинов Бистрицки пише за него:
| „ | Търпо Четирски (Бузов) от с. Четирок, самоук, от бейски ратай в скоро време произведен войвода, ужасен деребейски джелатин, достоен наследник на предшественика си Кольо, израсъл в мизерия и най-големи страдания, най-свято и добросъвестно е изпълнил дълга си, като не е жалил никак труд, грижи и пренебрегвал опасности за охраната на роба. Умря от тежка болест в редовете на българската армия в настоящата всемирна война, при величието на своето отечество. | “ |